# Seira mexicana
Seira mexicana är en urinsektsart som beskrevs av James P. Folsom 1898. Seira mexicana ingår i släktet Seira och familjen brokhoppstjärtar. Inga underarter finns listade i Catalogue of Life.